# Vector columna
En álgebra lineal, un vector columna es una matriz de dimensión {\displaystyle m\times 1}, esto es, una matriz formada por una sola columna de {\displaystyle m} elementos.
{\displaystyle \mathbf {x} ={\begin{bmatrix}x_{1}\\x_{2}\\\vdots \\x_{m}\end{bmatrix}}}
La traspuesta de un vector columna es un vector fila y viceversa.
El conjunto de todos los vectores columna forma un espacio vectorial que es el espacio dual del conjunto de todos los vectores fila.

## Notación
Para simplificar la escritura de los vectores columna de modo que se puedan escribir en una sola línea, algunas veces se escriben como vectores fila con el símbolo {\displaystyle T} como superíndice (para indicar que se está haciendo la traspuesta).
{\displaystyle \mathbf {x} ={\begin{bmatrix}x_{1},x_{2},\dots ,x_{m}\end{bmatrix}}^{\rm {T}}}
Para lograr mayor simplificación a menudo se usa la convención de escribir en una fila tanto vectores columna como vectores fila, pero separando los elementos de un vector fila con espacios y los elementos de un vector columna con comas. Por ejemplo, si {\displaystyle x} es un vector fila, entonces {\displaystyle x} y {\displaystyle x^{\rm {T}}} se deben escribir así:
{\displaystyle \mathbf {x} ={\begin{bmatrix}x_{1}\;x_{2}\;\dots \;x_{m}\end{bmatrix}}\qquad \mathbf {x} ^{\rm {T}}={\begin{bmatrix}x_{1},x_{2},\dots ,x_{m}\end{bmatrix}}}